# Chaczik Mugdusi
Chaczik (Chaczatur) Chłgatowicz Mugdusi (ros. Хачик (Хачатур) Хлгатович Мугдуси, ur. we wrześniu 1898 w Nachiczewanie, zm. 8 lutego 1938 w Moskwie) – funkcjonariusz radzieckich organów bezpieczeństwa, starszy major bezpieczeństwa państwowego, ludowy komisarz spraw wewnętrznych Armeńskiej SRR (1937).

## Życiorys
Ormianin, 1914 skończył szkołę miejską w Nachiczewanie, a 1915 kursy buchalterskie w Rostowie, pracował jako księgowy w hotelu w Rostowie, później w biurze notarialnym. Od maja do października 1917 służył w armii, później był bezrobotny, od marca do września 1918 leczył się w Piatigorsku, później służył krótko w Armii Czerwonej, następnie w wojskach Czeki, od grudnia 1920 członek RKP(b)/WKP(b), od 15 stycznia 1921 funkcjonariusz operacyjny Czeki w Eczmiadzynie. W lutym 1921 aresztowany przez dasznaków i na 2 miesiące uwięziony, później ponownie był funkcjonariuszem Czeki, od sierpnia 1921 do lutego 1922 szef biura politycznego powiatowej Czeki w Eczmiadzynie, od 1923 funkcjonariusz GPU Armeńskiej SRR, a 1929-1931 GPU Zakaukaskiej FSRR. Od 18 kwietnia 1931 do 10 lipca 1934 zastępca przewodniczącego GPU Armeńskiej SRR, od 15 lipca 1934 do 1 stycznia 1937 szef Zarządu NKWD Armeńskiej SRR, od 5 grudnia 1935 major, a od 20 grudnia 1936 starszy major bezpieczeństwa państwowego. Od 10 stycznia do września 1937 ludowy komisarz spraw wewnętrznych Armeńskiej SRR, następnie skazany na śmierć przez Kolegium Wojskowe Sądu Najwyższego ZSRR i rozstrzelany.

## Odznaczenia
- Order Lenina (22 lipca 1937)
- Order Czerwonego Sztandaru Pracy Armeńskiej SRR (29 listopada 1931)
- Order Czerwonego Sztandaru Pracy Zakaukaskiej FSRR (19 grudnia 1932)
- Odznaka "Honorowy Funkcjonariusz Czeki/GPU (V)" (1927)
- Odznaka "Honorowy Funkcjonariusz Czeki/GPU (XV)" (21 grudnia 1935)